# Aspergilloma
Un aspergilloma è un agglomerato di funghi (micetoma) che si forma in una cavità preesistente del polmone. I funghi più comuni responsabili sono le specie di Aspergillus, ma anche gli zigomiceti e i Fusarium possono formare simili strutture.

## Eziologia
Il sito più comune colpito dall'aspergilloma è il polmone. Aspergillus fumigatus, la specie più comune, è generalmente inalata come una piccola spora (da 2 a 3 micron). In caso di soggetti senza patologie al polmone e con sistema immunitario efficiente, la spora può provocare una piccola reazione granulomatosa nel tessuto circostante senza dare sintomi.
I soggetti con preesistenti cavità polmonari (cisti, caverne tubercolari, bronchiectasie) sono invece a rischio di sviluppare l'aspergilloma. Il fungo raggiunge una cavità ed è in grado di accrescersi libero da interferenze perché le cellule del sistema immunitario sono incapaci di raggiungere la cavità. Il fungo quindi si moltiplica e si forma una piccola sfera che incorpora tessuto morto dal polmone circostante, muco e altri frammenti.

## Sintomatologia
Di solito, i soggetti affetti da aspergilloma non presentano sintomi collegati all'infezione. Gli individui spesso coesistono per decenni con l'aspergilloma prima di una diagnosi occasionale in seguito a una radiografia o una tomografia computerizzata al torace. Una piccola parte di aspergilli può tuttavia invadere le pareti della cavità causando sanguinamento; in tal caso l'aspergilloma può manifestarsi con emottisi.
In pazienti gravemente immunocompromessi, l'aspergilloma si può formare in altre cavità del corpo umano. Può formare ascessi nel cervello, nei seni paranasali, nei reni e nel tratto urinario, nel canale uditivo e sulle valvole cardiache.

## Trattamento
La maggioranza dei casi di aspergilloma non richiede trattamento. La cura delle malattie che aumentano il rischio di aspergilloma, come la tubercolosi, può aiutare a prevenirne la formazione. Nei casi complicati da emottìsi severa, può essere necessario un intervento chirurgico per rimuovere l'aspergilloma e fermare il sanguinamento. I farmaci antimicotici disponibili, come l'itraconazolo, danno scarsi risultati.